# 武器广场 (利马)

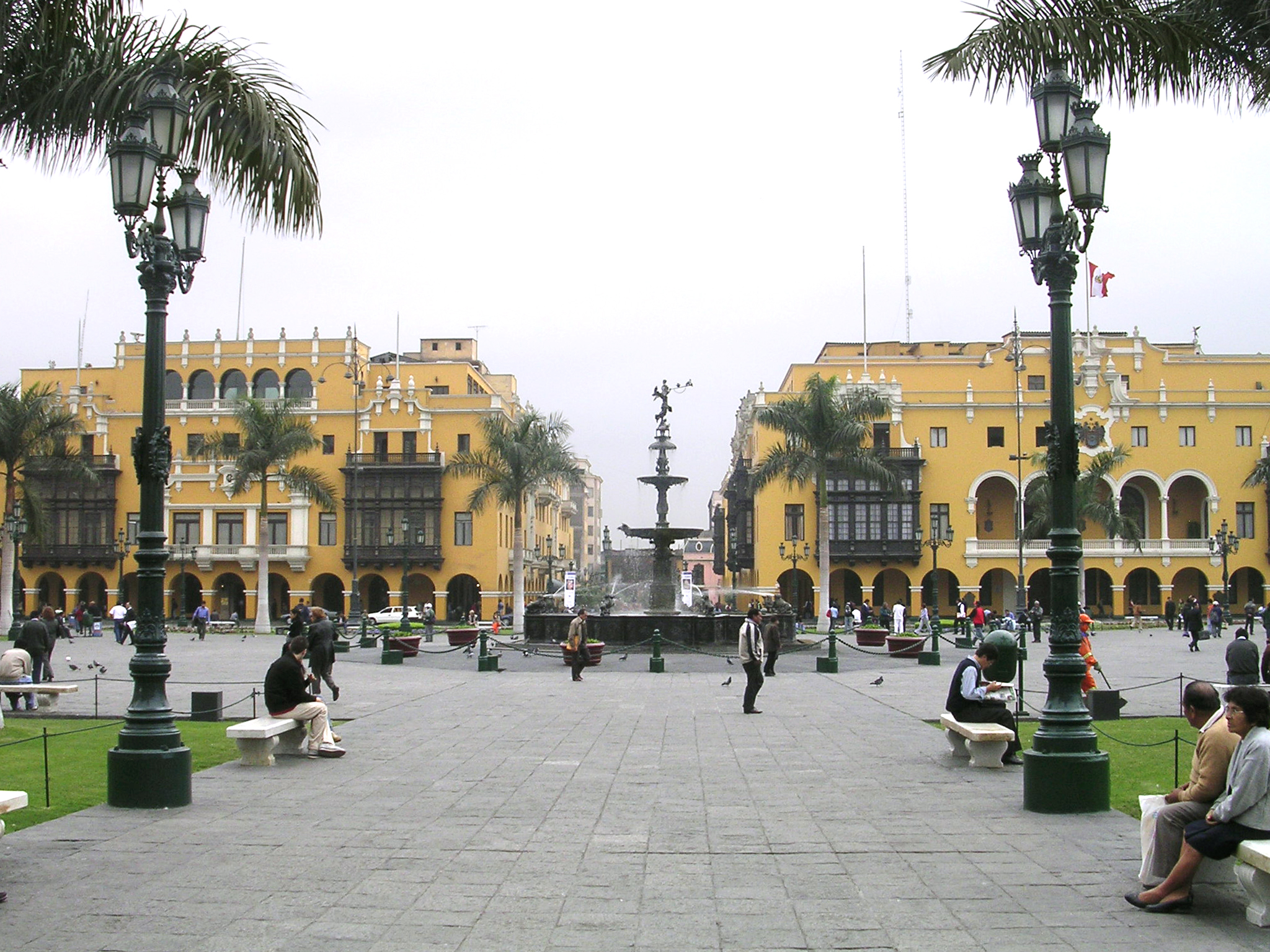
武器广场

武器广场（Plaza de Armas或Plaza Mayor）是利马的发祥地与核心，位于该市的古城区，周围环绕着政府宫、主教座堂、总主教宫、市政宫与协和宫。

## 历史
在殖民地时期，该广场为集市所在地，绞刑架也设于此。1622年，利马主教座堂完成，今天仍然矗立于此。1821年，何塞·德·圣马丁在该广场宣布秘鲁独立。1922年，利马总主教宫完成。1938年，政府宫完成。1944年，市政宫完成。
| 北侧 |              |  |  |      |
| 西侧 |              |  |  | 东侧 |
|      |              |  |  |      |
|      | 利马武器广场 |  |  |      |
|      |              |  |  |      |
|      |              |  |  |      |
| 南侧 |              |  |  |      |

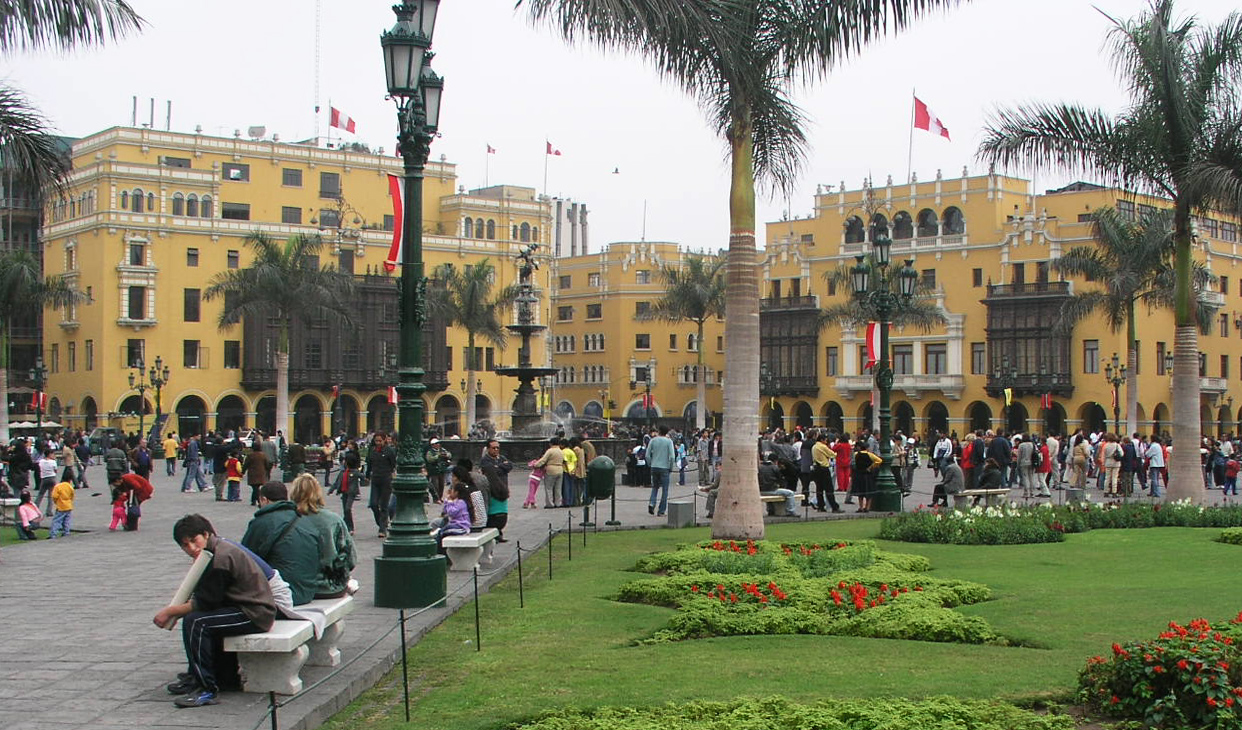
广场西南角
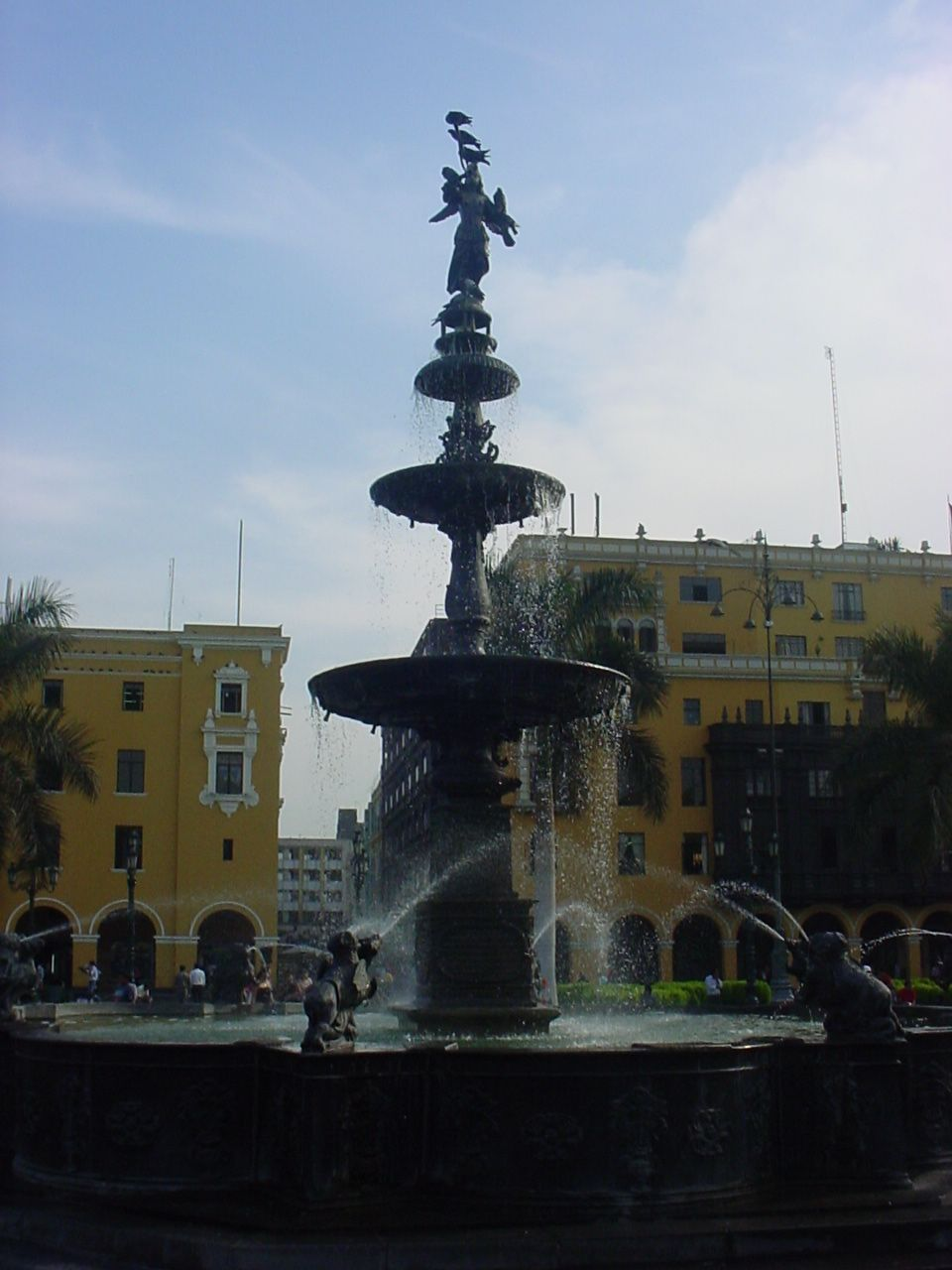
喷泉
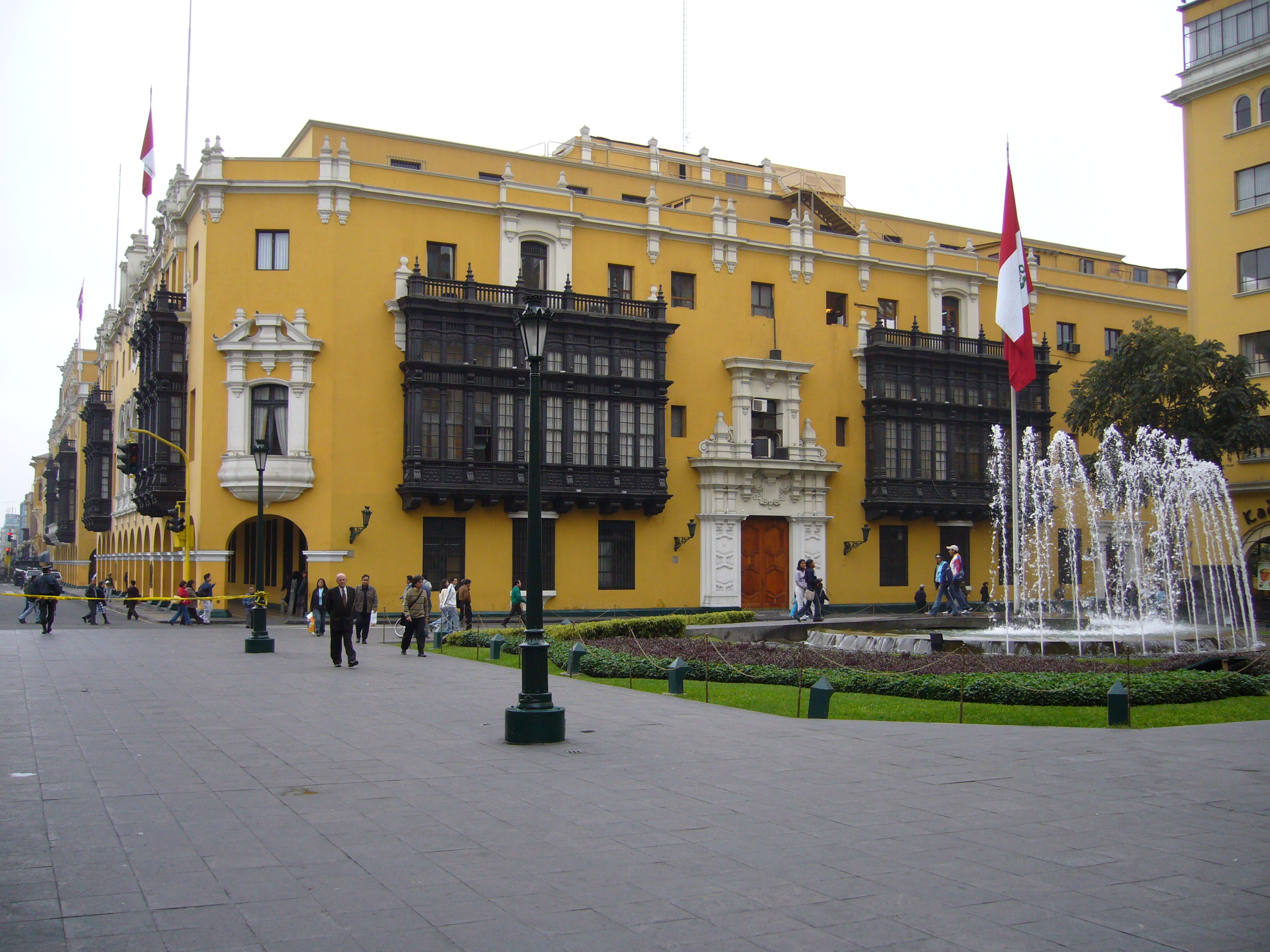
市政厅
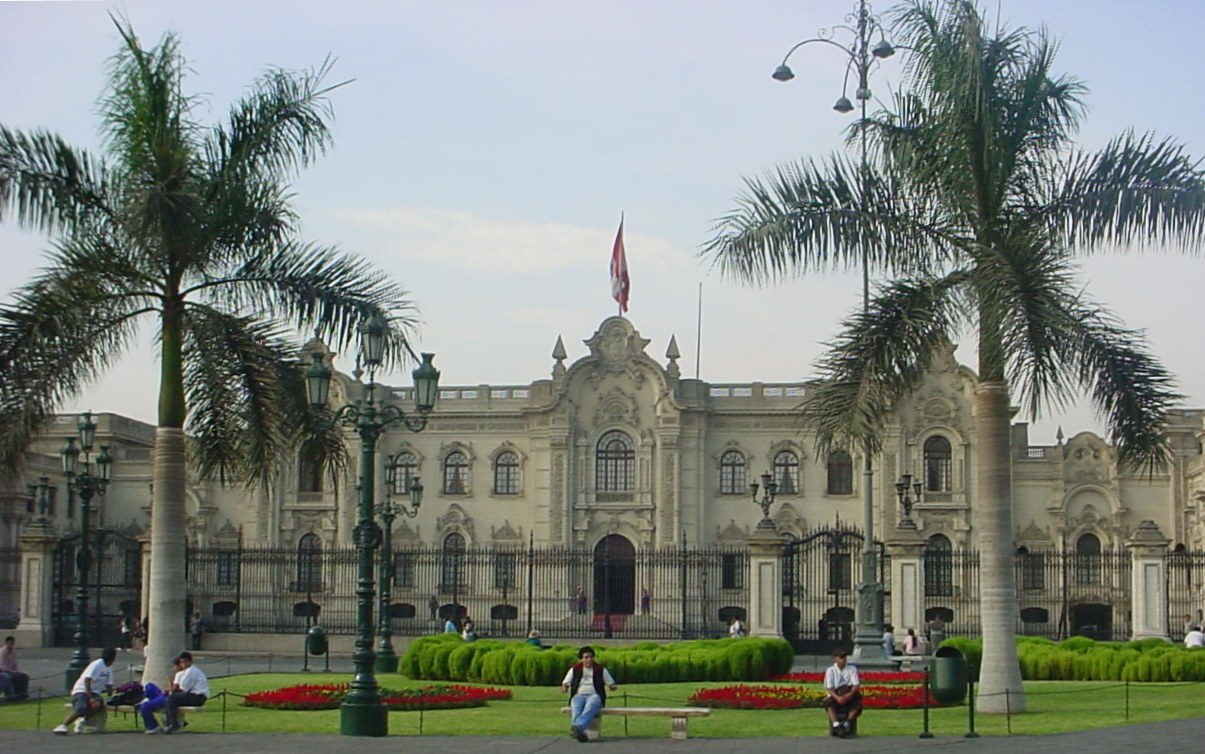
政府宫
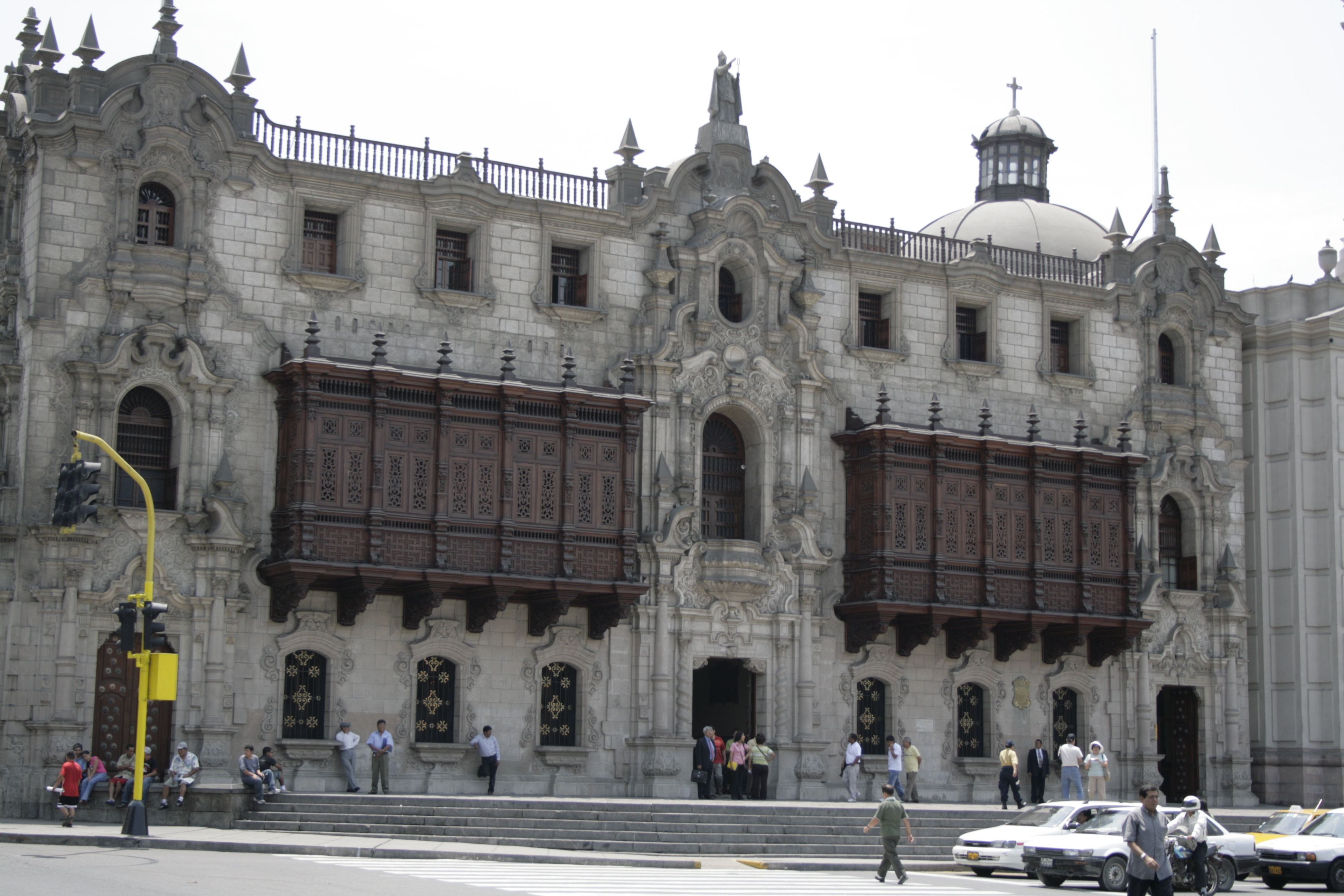
总主教宫
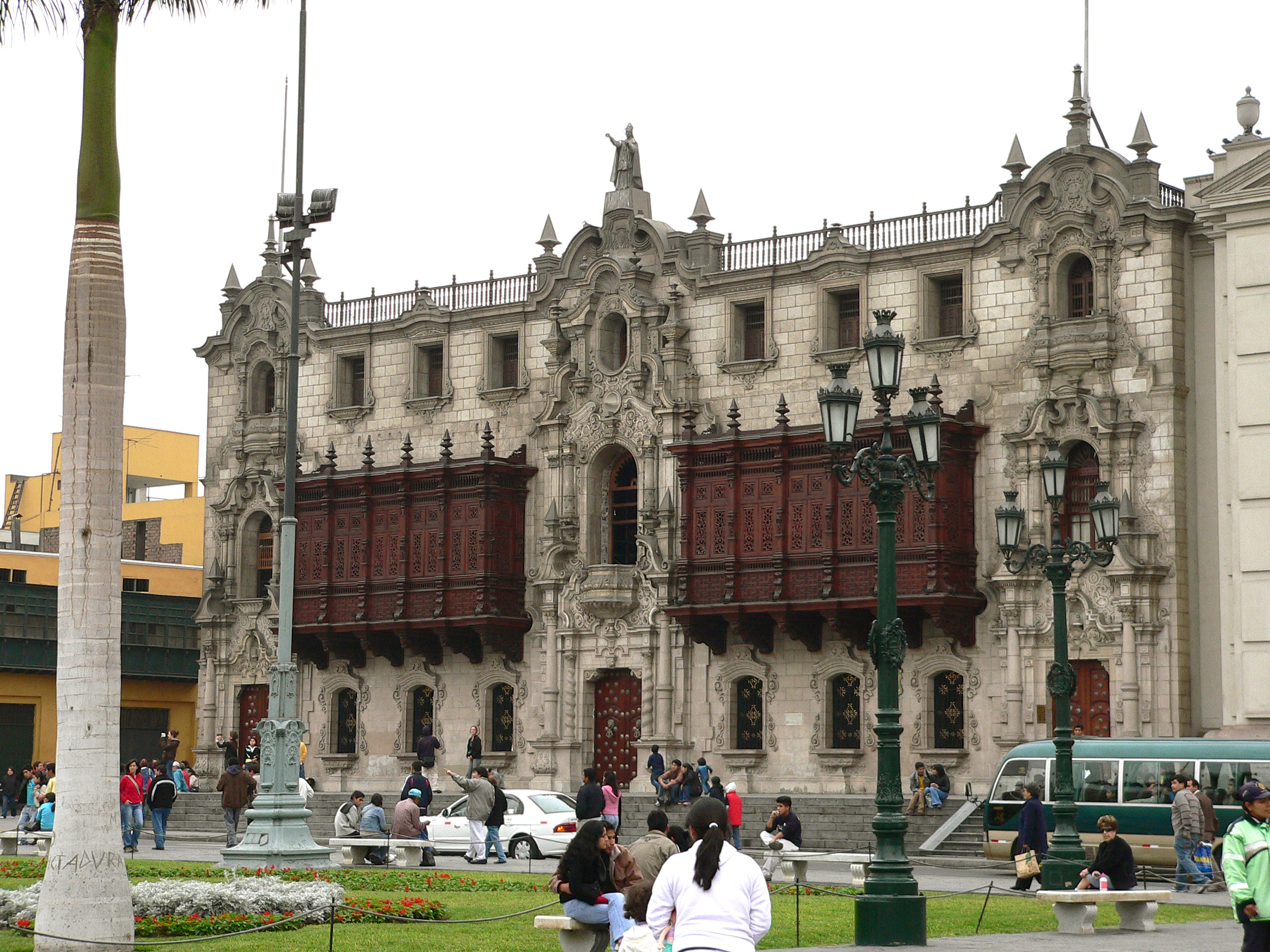
总主教宫
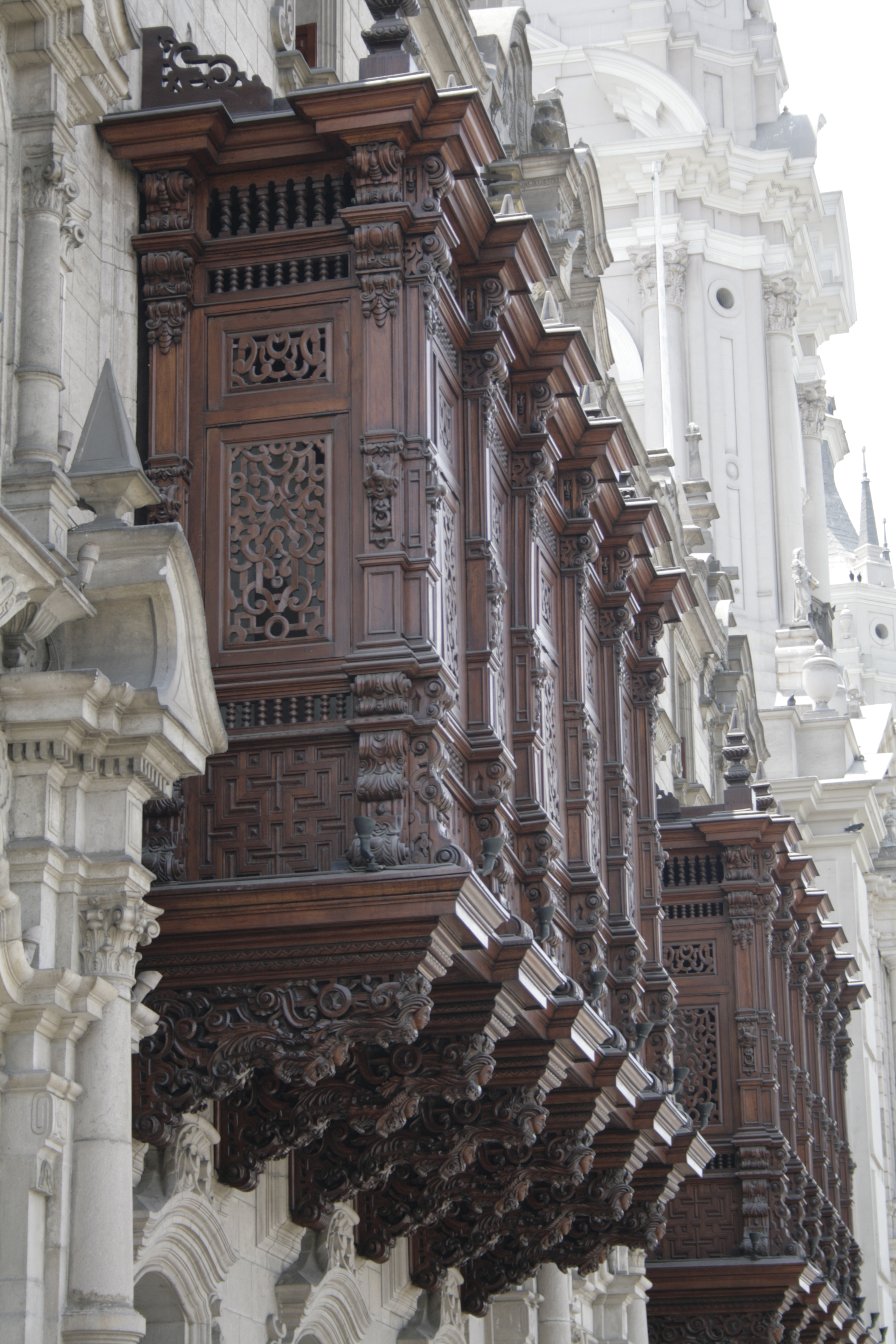
总主教宫的阳台
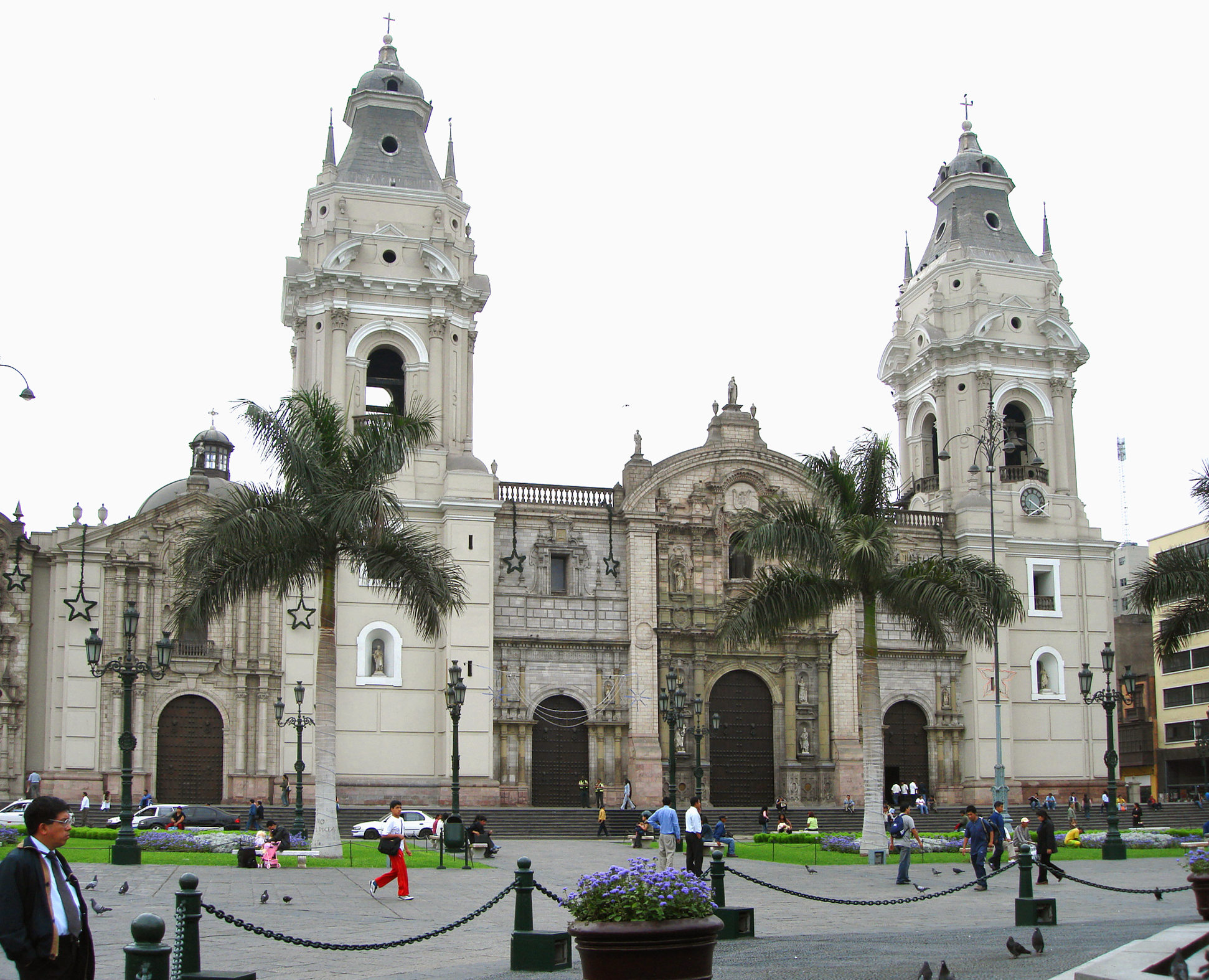
主教座堂
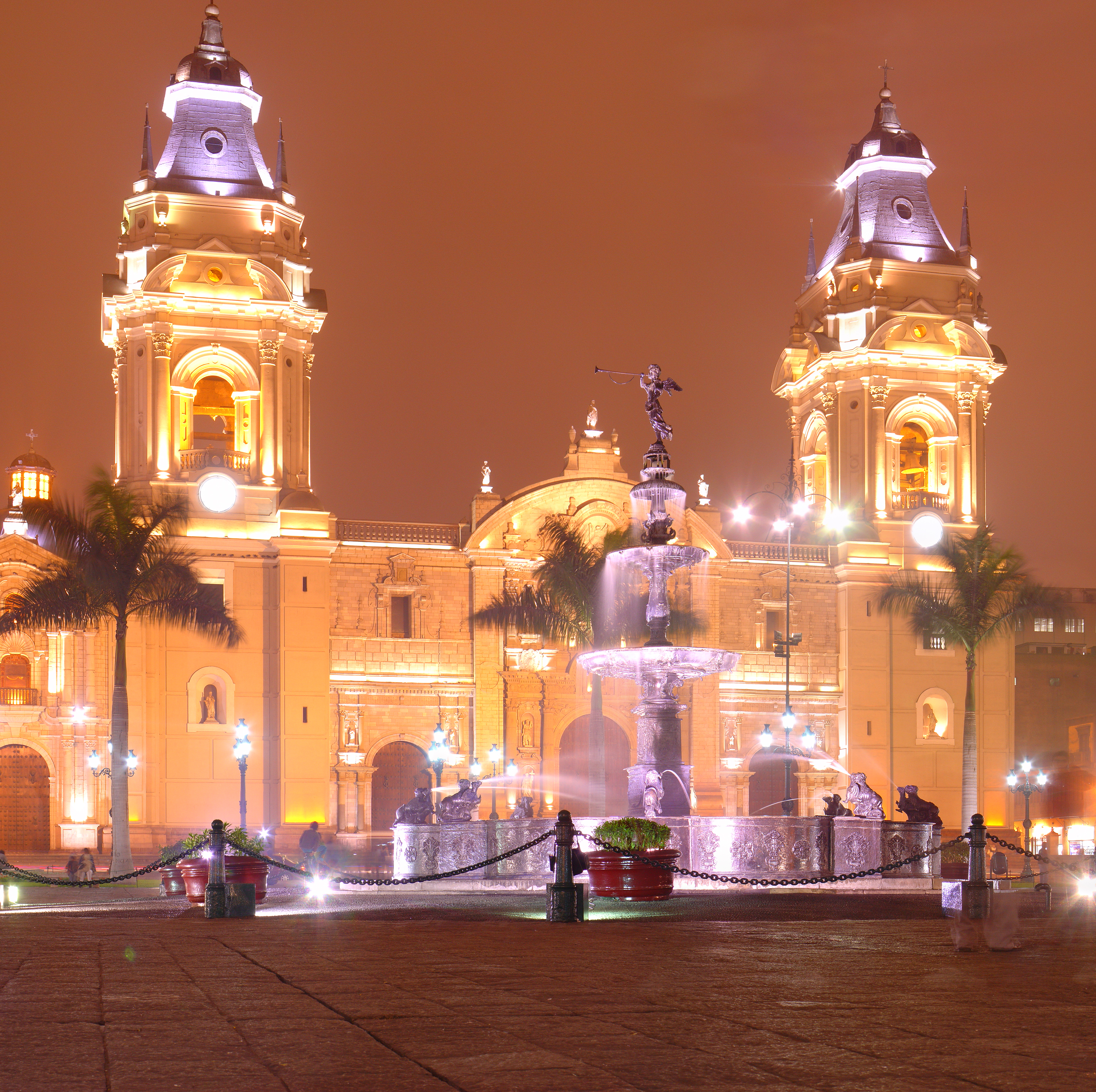
主教座堂
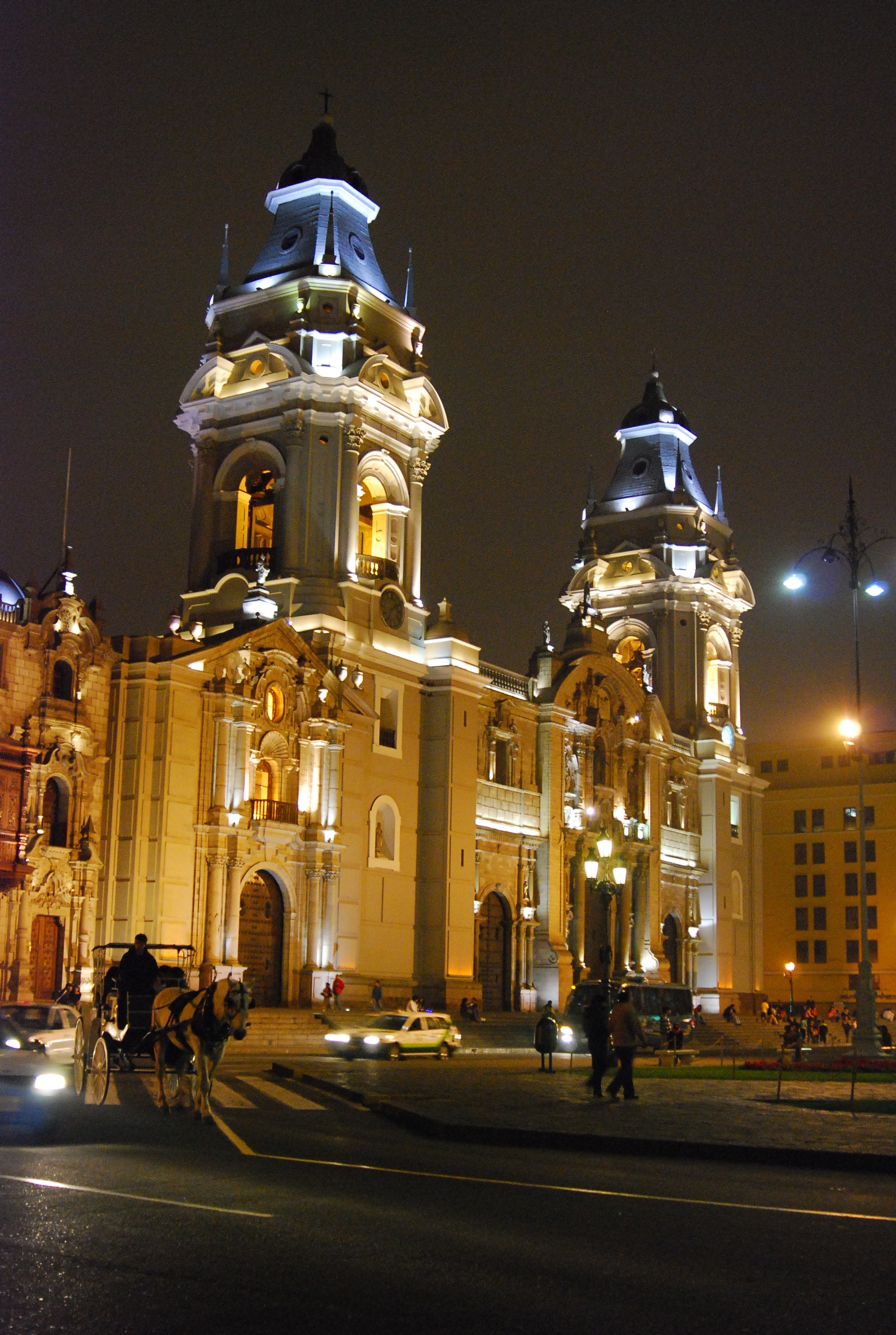
主教座堂